# محفز (علم الوراثة)
محفز (بالإنجليزية Promoter) هو تسلسل من النيوكليوتيدات موجود في الدنا، له دور رئيسي في ارتباط إنزيم رنا بوليميريز لبدء عملية النسخ الوراثي.
بعض المحفزات تكون قبل الجين المراد نسخه (Up Stream) وبعضها الآخر يكون بعد الجين المراد نسخه (Down Stream).

## أنواع المحفزات
تصنف المحفزات حسب موقعها من الجين اِلى ثلاثة أنواع:
1. محفزات نووية(nuclear promoter) وهذه المحفزات توجد غالبا قبل الجين المراد نسخه، وهي نوعين:
  1. محفز بدائي(Initiator-Element)وتوجد أمام الجينات التي تشفر معلومات ضرورية لبقاء الخلية.
  2. صندوقBox-TATA)TATA):وتوجد أمام الجينات التي تشفر معلومات لا تنسخ دائما أي أن نسخها من عدمه يتطلب تنظيما دقيقا.TATA-BOX يرتبط باِنزيم الرنا بوليمرازΙΙ بمساعدة مساعد الاِنتساخ TFΙΙD.
2. محفزات قريبة(proximal promoterelements): وتوجد على بعد 200 نيكليوتيد من الجين المراد نسخه.والمميز لهذه المحفزات أن الاِتجاه غير مهم أي أنه لا يهم على أي شريط في الدنا هي موجودة.وهي أيضا غير متخصصة اِلا أنها تلعب دورا أساسيا في تحفيز الاِستنساخ.ينتمي اِلى هذه المجموعة GC-BOX وCAAT-BOX وE2F-Element.
3. محفزات بعيدة(distal promoterelements): وتوجد على بعد ألف الي الفين نيكليوتيد من الجين المراد نسخه، وهي اما أن تكون محفزه للاِستنساخ(enhancer) واِما مثبطة له(silencer).بهذه المحفزات ترتبط الهرمونات الاسترويدية.

## اقرأ أيضاً
- مناطق التعجيل في الإنسان